# 圣樊尚-德佩蒂尼亚斯
圣樊尚-德佩蒂尼亚斯（法語：Saint-Vincent-de-Pertignas）是法国吉伦特省的一个市镇，属于利布尔讷区和多尔多涅丘县（Les Coteaux de Dordogne）。该市镇总面积7.61平方公里，2009年时的人口为354人。

## 人口
圣樊尚-德佩蒂尼亚斯人口变化图示